# 沢駅
沢駅（さわえき）は、長野県上伊那郡箕輪町大字中箕輪にある、東海旅客鉄道（JR東海）飯田線の駅である。

## 歴史
- 1909年（明治42年）12月28日：伊那電車軌道（1919年に伊那電気鉄道へ改称）松島（現・伊那松島） - 辰野（後の西町）間開業時に沢停留場として開設[2]。
- 1923年（大正12年）3月16日：伊那松島 - 辰野間が軌道から鉄道への移行に伴い新線に切り替えられ、旧線上の沢停留場廃止[2]。新線上に沢駅が開業[1]。一般駅。
  - なお、旧線沢停留場と、新線沢駅は、別駅として扱われている。
- 1943年（昭和18年）8月1日：伊那電気鉄道線が飯田線の一部として国有化、鉄道省（後の日本国有鉄道）の駅となる[3]。
- 1971年（昭和46年）4月1日：貨物・荷物扱い廃止（旅客駅化）[3]。
- 1983年（昭和58年）2月24日：CTC化に伴い、無人駅化[4]。
- 1980年代（年月不明）：ホーム延長（4両編成列車はホームより長く、一部車両のドアが開けられないために実施したが、同年に3両編成運行が開始された）。
- 1987年（昭和62年）4月1日：国鉄分割民営化に伴い、東海旅客鉄道（JR東海）の駅となる[5]。
- 1996年（平成8年）1月頃：駅舎解体、待合所新築。
- 2008年（平成20年）9月14日：下り線ホーム廃止、棒線駅化[1]。

## 駅構造
単式ホーム1面1線を有する地上駅。待合所は旧上り線側（東側）にある。伊那市駅管理の無人駅である。なお、2008年9月13日までは2面2線の交換可能駅であったが、下り線側が廃止された。

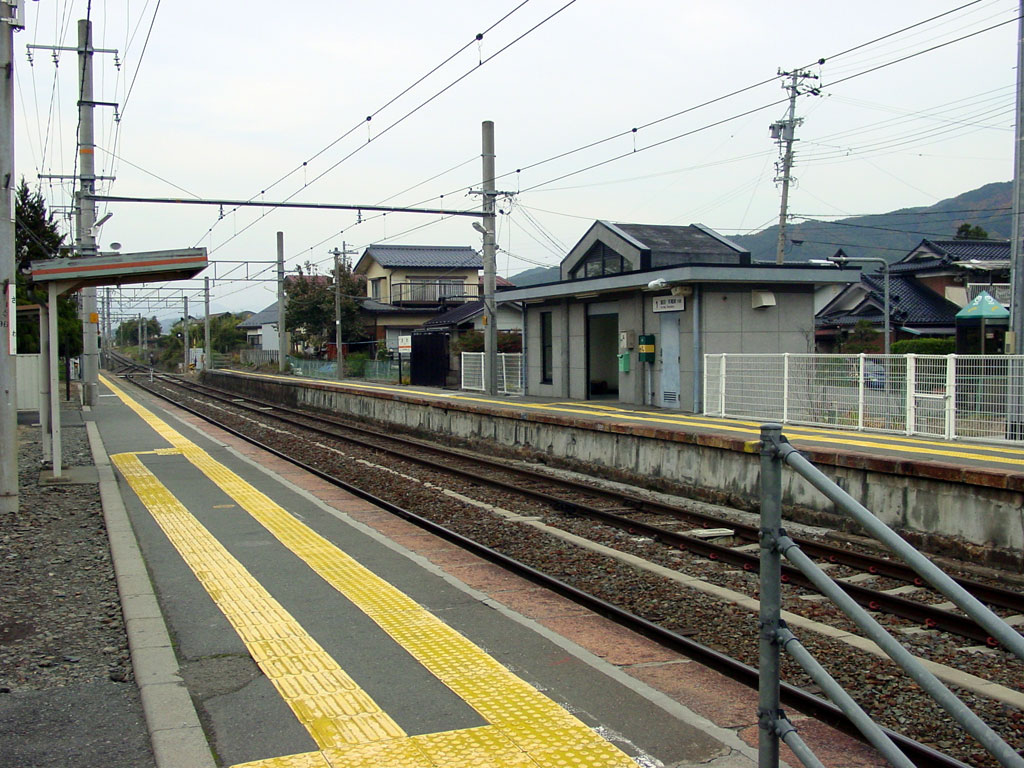
棒線化前のホーム（2005年11月）
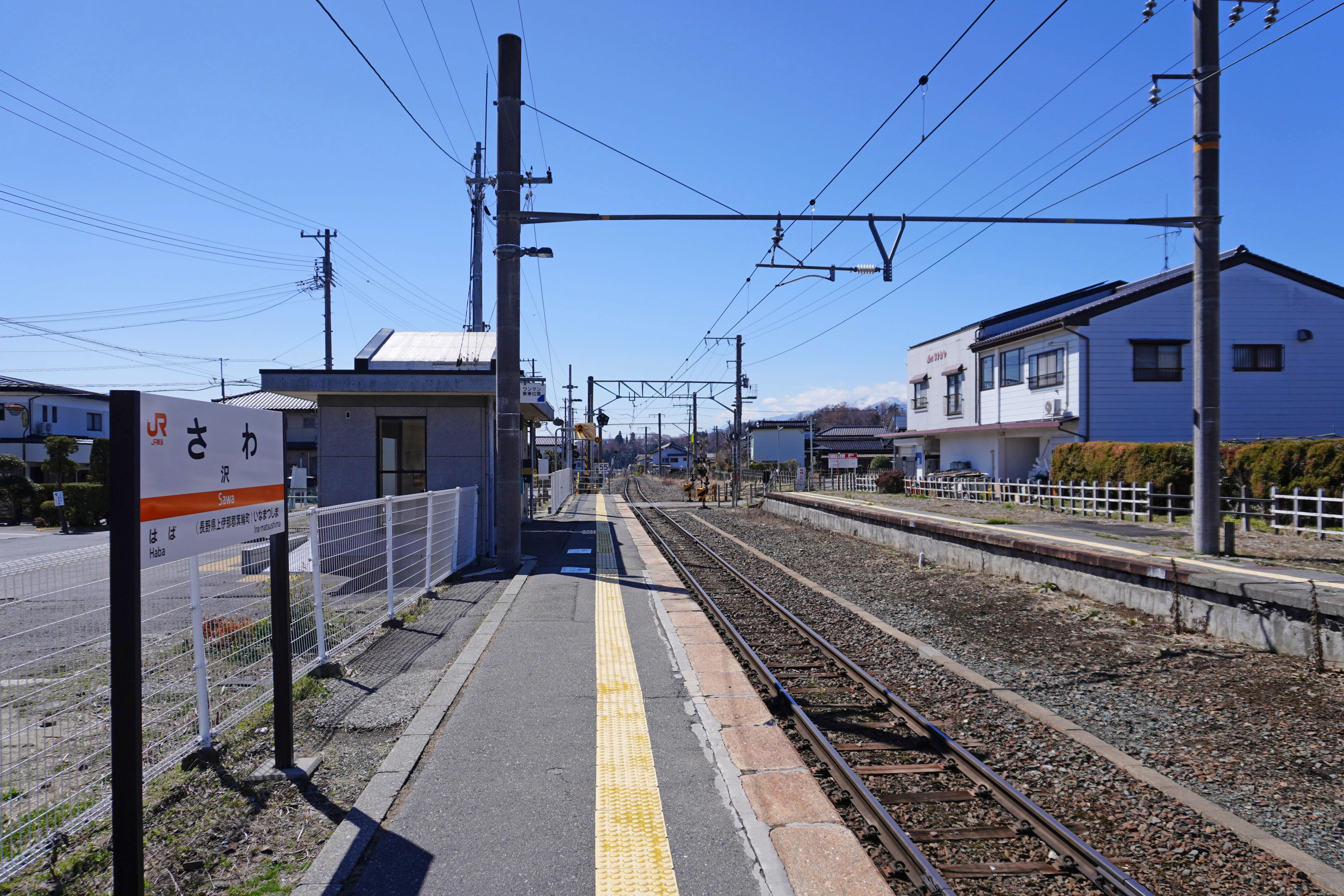
棒線化後のホーム（2023年3月）

## 利用状況
「長野県統計書」によると、1日平均の乗車人員は以下の通りである。
- 2007年度 - 314人[1]
- 2009年度 - 330人[1]
- 2010年度 - 320人
- 2011年度 - 309人
- 2012年度 - 285人
- 2013年度 - 300人
- 2014年度 - 313人
- 2015年度 - 325人
- 2016年度 - 344人[6]
- 2017年度 - 326人[7]
- 2018年度 - 352人[8]

## 駅周辺
周辺には住宅地帯が広がる。沢簡易郵便局が駅前にある。
- 国道153号箕輪バイパス
- 箕輪町立箕輪北小学校
- 箕輪ひまわりクリニック

### バス路線
- 箕輪町「みのちゃんバス」（伊那バス委託）
  - 東コース

## 隣の駅
東海旅客鉄道（JR東海）
CD 飯田線
■快速（「みすず」含む）・■普通
伊那松島駅 - 沢駅 - 羽場駅